# Lycorina ruficornis
Lycorina ruficornis là một loài tò vò trong họ Ichneumonidae.